# سیارک ۳۵۶۷
سیارک ۳۵۶۷ (به انگلیسی: 3567 Alvema، نامگذاری:1930VD) سه هزار و پانصد و شصت و هفتمین سیارک کشف شده‌است که در ۱۵ نوامبر ۱۹۳۰ کشف شد.
قدر مطلق سیارک برابر ۱۲٫۵۰ است.